# География Эритреи

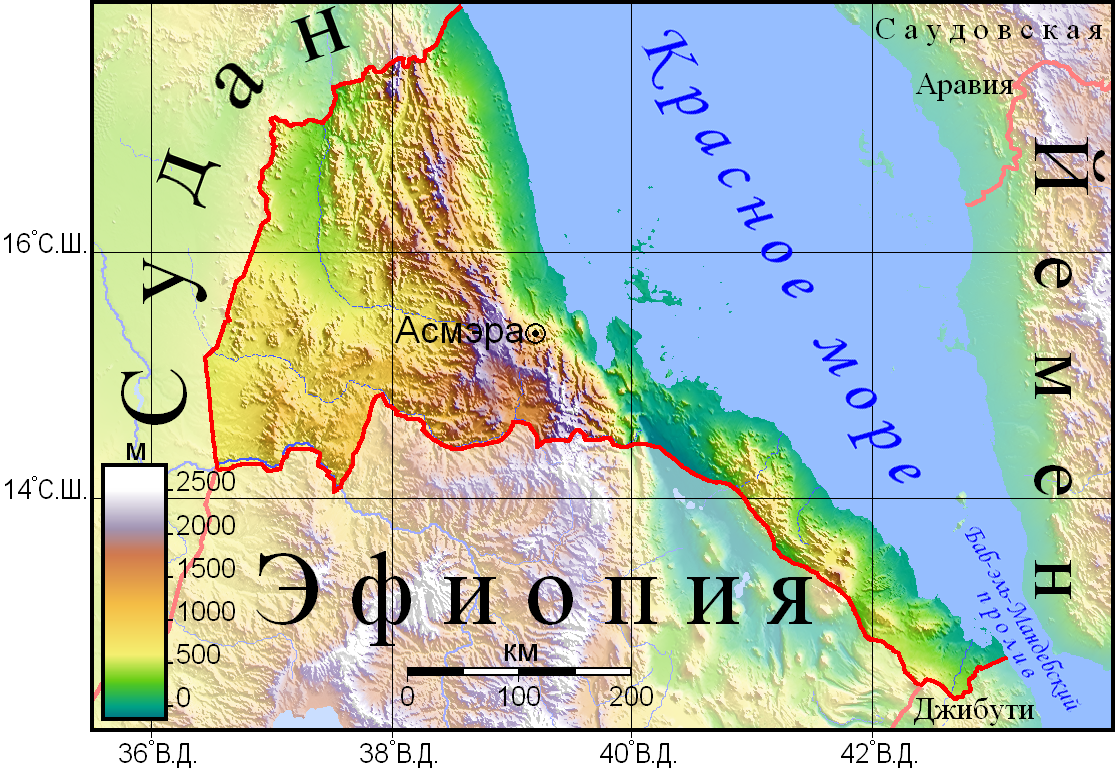
Рельеф Эритреи

Эритрея — страна в северо-восточной части Восточной Африки. На востоке она омывается Красным морем. На юге выходит к «Вратам Смерти» — Баб-эль-Мандебскому проливу. Граничит с Джибути, Эфиопией и Суданом, протяжённость границ с Джибути — 113 км, Эфиопия — 912 км, Судан — 605 км. Территория страны включает более 350 островов.
Бо́льшая часть территории страны лежит на Эритрейском плато Эфиопского нагорья. На юго-востоке находится впадина Афар. Площадь территории составляет 121,3 тыс. км². Столица — город Асмэра.
Береговая линия Эритреи: 2234 км (материковая часть — 1151 км, острова в Красном море — 1083 км). По другим оценкам, береговая линия островов страны составляет около 1258 км.
Самая высокая точка страны — гора Соира (Soira) 3018 м.